# Theodora Angelina
Theodora Angelina (? Constantinopel, tussen 1180 en 1185 - Kahlenberg, 22 juni 1246) was een Byzantijnse prinses. Zij huwde met Leopold VI, hertog van Oostenrijk en van Karinthië. Zij overleefde haar man en haar drie zonen, en leefde op het einde van haar leven als kloosterzuster in Stift Lilienfeld.

## Byzantium
Zij was een telg uit het keizerlijk Huis der Angeloi. Zij was vermoedelijk een nicht van de Byzantijnse keizer Isaäk II Angelos en leefde aan het hof van Constantinopel. Zij maakte de woelige periode mee van de Derde Kruistocht, de invallen van Bulgaren en van Saladins bezetting van Syrië. Op de koop toe werd keizer Isaäk II de ogen uitgestoken tijdens een paleisrevolte en afgezet. Tijdens de periode van de Derde Kruistocht werd waarschijnlijk haar huwelijk gepland door haar toekomstige schoonvader Leopold V van Oostenrijk en keizer Frederik Barbarossa.

## Wenen
In 1203 werd zij hertogin door haar huwelijk met Leopold VI, hertog van Oostenrijk en van Karinthië. Het huwelijk vond plaats met veel luister in Wenen, en hier was reden voor. Voor het eerst huwde iemand van het Huis Babenberg met een keizerlijke prinses; bovendien werd de relatie met de Rooms-Duitse keizer Filips van Zwaben verstevigd. Deze laatste was met haar nicht, prinses Irena Angela van Byzantium, gehuwd. 
Het oorlogsgeweld achtervolgde haar in Wenen. Haar man koos de zijde van koning Andreas II van Hongarije in een dynastieke oorlog om de Hongaarse troon. Andreas verbleef ook, op de vlucht, aan het hof van Leopold en Theodora Angela. Van 1217 tot 1219 was haar man Leopold op kruistocht, de Vijfde Kruistocht.

## Nakomelingen
Leopold VI en Theodora Angelina kregen volgende kinderen:
- Gertrudis (1202-1241), die in 1238 huwde met landgraaf Hendrik Raspe van Thüringen (1201-1247).
- Margaretha (1204-1267) die huwde met Rooms koning Hendrik (VII) (1211-1242)
- Agnes (1206-1226), die huwde met hertog Albrecht I van Saksen(-1261)
- Leopold (1207-1216)
- Hendrik, de Goddeloze (1208-1228), die zijn verloving met Agnes van Bohemen afbrak
- Frederik II van Oostenrijk (1211-1246), de opvolger van Leopold VI
- Constance (1212-1243), die in 1234 huwde met markgraaf Hendrik III van Meißen (1215-1288)

Haar drie dochters huwden met Duitse vorsten. Haar oudste zoon Leopold (1207-1216) stierf door een val in de hertogelijke residentie van Klosterneuburg. Haar tweede zoon Hendrik (1208-1228), bijgenaamd de Goddeloze, was woest toen Leopold en Theodora Angela de verloving verbraken tussen Hendrik en Agnes, dochter van Ottokar I, koning van Bohemen. Hendrik kwam in opstand, ondersteund vanuit Bohemen. Theodora Angela moest schuilen. Haar derde zoon Frederik werd troonopvolger in 1228. De Byzantijnse prinses Sophia, dochter van keizer Theodoros I Laskaris, was naar Wenen afgereisd (1226) als bruid voor Frederik, doch kon ze onverrichter zake naar huis terugkeren. Vader Leopold en zoon Frederik moesten haar niet (1229).

## Weduwe
In 1230 stierf haar man Leopold op missie in Italië voor keizer Frederik II, in de abdij van Montecassino. Theodora Angela woonde zijn begrafenisdienst bij (van enkel de beenderen) in de abdij van Lilienfeld, een abdij gesticht door haar man. 
Het regime van de nieuwe hertog van Oostenrijk, zoon Frederik II, werd gewelddadig. Deze wenste zijn moeder Theodora Angela te doden, indien zij het paleis in Klosterneuburg zou verlaten. Hij plunderde de bezittingen van zijn moeder, alsook van andere Oostenrijkse edelen. In 1235 kon zij ontsnappen en zocht toevlucht bij de Oostenrijkse rivaal, koning Wenceslaus van Bohemen. Hertog Frederik II liet onmiddellijk personen uit haar hofhouding arresteren, onder meer de prior van de abdij, Konrad Golfstein. In 1235 gaf de Rooms-Duitse keizer Frederik II haar gelijk in het dispuut met haar zoon. Hertog Frederik II moest accepteren dat zijn moeder terugkeerde naar het hertogdom Oostenrijk. Theodora Angela trad in de abdij van Lilienfeld in. Frederik II sneuvelde in 1246. Eén week later stierf zijzelf in de buurt van Wenen, aan de Kahlenberg in het Wienerwald. 